# Ĺ
Az Ĺ (kisbetűs alakban : ĺ), kiejtve L éles ékezettel az ntcham és a szlovák ábécé egyik grafémája. Jelzésére az L és az éles ékezet diakritikus jel szolgál. 

## Használata
A szlovákban az Ĺ az [l̩ː] (másképpen hosszan ejtett l) jelölésére szolgál. Ritka jel, csak néhány szóban fordul elő, például a következőkben: kĺb (« artikuláció »)  vagy stĺp (« oszlop »). Nem szabad összekeverni az Ľ jelle, mely egy L hacsekkel, melyet szintén a szlovák nyelvben használnak.

## Informatikai megjelenítés
Az L éles ékezettel a következőképp jeleníthető meg az Unicode használatával:
(Latin A kiegészítés) :
| formája  | megjelenítés | kódolása | leírása                     |
| -------- | ------------ | -------- | --------------------------- |
| nagybetű | Ĺ            | U+0139   | Nagy latin L éles ékezettel |
| kisbetű  | ĺ            | U+013A   | Kis latin l éles ékezettel  |

A régi informatikai kódolásban is lehetséges volt az les ékezetes L megjelenítése: ISO/IEC 8859-2 :
- nagy Ĺ : C5
- kis ĺ : E5

## Lásd még
- Latin ábécé
- L
- Éles ékezet
- Ŕ

## Fordítás
Ez a szócikk részben vagy egészben  a(z)    Ĺ című francia Wikipédia-szócikk 175010642 ezen változatának fordításán alapul.  Az eredeti cikk szerkesztőit annak laptörténete sorolja fel. Ez a jelzés csupán a megfogalmazás eredetét és a szerzői jogokat jelzi, nem szolgál a cikkben szereplő információk forrásmegjelöléseként.